# Radwell
Radwell is een civil parish in het bestuurlijke gebied North Hertfordshire, in het Engelse graafschap Hertfordshire met 209 inwoners.